# المعهد الوطني الهندي للفيروسات
المعهد الوطني لعلم الفيروسات، بونه هو معهد هندي لبحوث الفيروسات، جزء من المجلس الهندي للبحوث الطبية (ICMR). كان يُعرف سابقًا باسم «مركز أبحاث الفيروسات» وتم تأسيسه بالتعاون مع مؤسسة روكفلر. تم تعيينه كمختبر مرجعي لمنظمة الصحة العالمية H5 لمنطقة جنوب شرق آسيا.
ظهر مركز أبحاث الفيروسات، بونه في عام 1952 تحت رعاية مشتركة من ICMR ومؤسسة روكفلر، كجزء من البرنامج العالمي للتحقيقات حول مجموعة الفيروسات التي تنقلها المفصليات. وبالنظر إلى نطاقها وأنشطتها الموسعة، أعيد تعيين المركز كمعهد وطني للفيروسات (NIV) في عام 1978.
يُعرف اليوم بأنه المركز المتعاون مع منظمة الصحة العالمية لمراجع الفيروسات الشريانية ومراجع الحمى النزفية والبحث. كما هو أيضًا المركز الوطني لرصد الإنفلونزا والتهاب الدماغ الياباني والروتا والحصبة والتهاب الكبد والفيروس التاجي.

## التاريخ
المعهد الوطني للفيروسات هو أحد المعاهد الرئيسية للمجلس الهندي للأبحاث الطبية (ICMR). تم تأسيسه في بونه، ماهاراشترا، الهند في عام 1952 كمركز أبحاث الفيروسات تحت رعاية المجلس الهندي للبحوث الطبية مؤسسة روكفيلر، الولايات المتحدة الأمريكية. لقد كان نتيجة البرنامج العالمي للترددات اللاسلكية لفحص فيروسات مفصليات الأرجل. نظرًا لأن الدراسات المتعلقة بفيروسات أربو وناقلات المفصليات الخاصة بها تتضمن معظم المبادئ والتقنيات الأساسية للفيرولوجيا العامة وعلم الحشرات وعلم الحيوان، فقد اعتبرت هذه الفيروسات أيضًا مجموعة مثالية، للبدء بها، للتدريب المكثف والبحث في علم الفيروسات. سحبت مؤسسة روكفيلر دعمها في عام 1967 ومنذ ذلك الحين تم تمويل المعهد من قبل المجلس الهندي للبحوث الطبية.